# Jonas Savimbi
Jonas Malheiro Savimbi (ur. 3 sierpnia 1934 w Lucusse w Prowincji Bié, zm. 22 lutego 2002) – angolski polityk, współzałożyciel i przywódca ruchu UNITA.

## Życiorys
Uczęszczał do protestanckiej szkółki misyjnej, następnie odbył studia na Uniwersytecie w Lozannie. W 1961 roku dołączył do założonego przez Holdena Roberto Związku Ludności Angoli (następnie Narodowy Front Wyzwolenia Angoli). W 1966 roku odszedł z organizacji i utworzył odrębny Narodowy Związek na rzecz Całkowitego Wyzwolenia Angoli (UNITA), który stał się jedną z trzech organizacji biorących udział w wojnie o niepodległość. Po uzyskaniu niepodległości w 1975 roku, wdał się w wojnę domową z rządzącym Ludowym Ruchem Wyzwolenia Angoli. W tym samym roku ogłosił się premierem krótkotrwałej i samozwańczej Ludowo-Demokratycznej Republiki Angoli. Popierany przez apartheidowską Republikę Południowej Afryki zajął południową część Angoli. W latach 80. kontynuował wojnę z rządem.
W 1991 roku zawarł z rządem traktat pokojowy. Rok później wziął udział w wyborach prezydenckich, które przegrał z urzędującym José Eduardo dos Santosem. Po wyborach z przerwami kontynuował antyrządową kampanię rebeliancką. Wojna zakończyła się w chwili jego śmierci z rąk żołnierzy sił rządowych w 2002 roku.